# Janusz Szukszta
Janusz Szukszta (ur. 25 czerwca 1932 w Warszawie) – polski szachista, olimpijczyk.

## Kariera szachowa
W 1950 r. zwyciężył w mistrzostwach Polski juniorów, rozegranych w Iwoniczu-Zdroju, wyprzedzając Stefana Witkowskiego oraz Romualda Grąbczewskiego. Dwa lata później zadebiutował w finale mistrzostw Polski mężczyzn w Katowicach. Do 1975 r. łącznie w finałach wystąpił siedmiokrotnie, najlepsze rezultaty osiągając w latach 1956 i 1957 (w obu przypadkach zajął IV miejsca). W 1958 r., po dobrym występie w eliminacyjnym turnieju w Polanicy-Zdroju, zakwalifikował się do drużyny narodowej i wystąpił na olimpiadzie w Monachium, gdzie grając na III szachownicy, uzyskał 5½ pkt w 10 partiach. Kilkakrotnie reprezentował polskie barwy w meczach międzypaństwowych oraz międzynarodowych turniejach. W 1974 r. podzielił I-IV miejsce (wraz z Julianem Gralką, Jakowem Estrinem oraz Henrykiem Doboszem) w otwartym turnieju w Augustowie, natomiast 1979 r. zwyciężył w turnieju open w Algierze.